# 加藤正家 (清正系加藤氏初代)
加藤 正家 (かとう まさいえ、生没年不詳) は、戦国時代の大名加藤清正の祖先で清正系加藤氏の祖。藤原忠家の七男。
正家が加賀国に行った為、朝廷から加藤と言う苗字が与えられ、これが現在の加藤と言う苗字のルーツとなった。

## 生涯
| スタブアイコン | サブスタブ | この項目は、まだ閲覧者の調べものの参照としては役立たない、人物に関連した書きかけの項目です。この項目を加筆・訂正などしてくださる協力者を求めています（P:人物伝/PJ:人物伝）。 |